# Київська єпархія УПЦ КП
Київська єпархія УПЦ КП — колишня єпархія УПЦ КП на території Києва та правобережжя Київської області. Станом на 1 січня 2009 року нараховувала 2 духовних навчальних заклади, 163 недільні школи, 11 періодичних видань.

## Історія
Київська єпархія була утворена внаслідок офіційного прийняття у 988 р. християнства як державної релігії Київської Русі. Вона входила до складу Константинопольського патріархату як митрополія. Київська митрополія продовжувала перебувати в складі Вселенського патріархату і після того, як у 1448 р. її частина, об'єднана навколо Московського князівства, через поставлення окремого митрополита фактично проголосила свою автокефалію. Перебуваючи до 1686 р. в складі Константинопольського Патріархату, Київська митрополія користувалася найширшими правами автономії.
У 1917 році зі зміною державного устрою в Росії, а потім і проголошенням Україною незалежності, відразу гостро постало питання про скасування неканонічної підпорядкованості Української Церкви Російській. В жовтні 1921 р. відбувся Всеукраїнський православний церковний Собор, на якому остаточно сформувалася Українська Автокефальна Православна Церква. У 1930 р. під тиском органів держбезпеки УАПЦ «самоліквідувалася», а незначна частина її парафій проіснувала до 1937 року, коли була остаточно розгромлена.
У червні 1941 року почалася Друга світова війна. 24 грудня того ж року митрополит Діонісій, Предстоятель Православної Церкви в Польщі, призначив архієпископа Луцького Полікарпа (Сікорського) тимчасовим Адміністратором Православної Автокефальної Церкви в Україні, а також благословив архієпископам Полікарпу та Олександру висвячувати нових єпископів для України. Протягом 1943-44 рр. радянські війська поступово повернули під владу СРСР всі окуповані Німеччиною землі. Єпископи УАПЦ опинилися в різних кутках Заходу, але єпископат продовжував зберігати формальну юрисдикційну єдність як УАПЦ в Діаспорі. Останнім Місцеблюстителем Київського Митрополичого Престолу УАПЦ в Діаспорі був митрополит Мстислав.
На найвищому керівному органі УПЦ — Соборі, який відбувся 1-3 листопада 1991 р. в Києві, було ухвалено рішення про автокефалію Української Православної Церкви.
З метою об'єднання двох гілок Помісної православної церкви України в Києві 25-26 червня 1992 р. був скликаний Об'єднавчий Собор. На цьому Соборі УАПЦ та УПЦ об'єдналися в єдину Церкву, яка отримала назву Українська православна церква Київського Патріархату.
За Статутом УПЦ Київського Патріархату, Патріарх Київський і всієї Руси-України був єпархіальним архієреєм Київської єпархії, що складається із міста Києва та Київської області.
Рішенням Священного Синоду від 21 жовтня 2009 року — Київську єпархію було розділено на дві єпархії з утворенням Переяслав-Хмельницької єпархії, до якої відійшли райони лівобережної частини Київської області: Переяслав-Хмельницький, Яготинський, Бориспільський, Броварський, Баришівський, Згурівський.
Після Об'єднавчого собору правлячий архієрей Переяславської єпархії УПЦ КП Епіфаній (Думенко) став предстоятелем новоутвореної ПЦУ. Фактично розпочалось об'єднання Київської єпархії з Переяславською та Київською УАПЦ. 5 лютого 2019 року на першому засіданні Священного Синоду ПЦУ було ухвалено, що почесний патріарх Філарет (Денисенко) продовжує керівництво Київською єпархією у складі парафій та монастирів м. Києва (за виключенням Свято-Михайлівського Золотоверхого монастиря м. Києва), які перебували у його підпорядкуванні до Об'єднавчого собору, проте 24 червня це рішення було скасовано і парафії Києва були остаточно підпорядковані митрополитові Київському.